# خورشیدپرتوها
خورشیدپرتوها (نام علمی: Aglaeactis) یک سرده از خانواده مگس‌مرغان است.

## گونه‌ها
این سرده شامل گونه‌های زیر است:
| نگاره | نام علمی                | نام رایج              | پراکندگی              |
| ----- | ----------------------- | --------------------- | --------------------- |
|       | Aglaeactis cupripennis  | خورشیدپرتو درخشان     | کلمبیا، اکوادور و پرو |
|       | Aglaeactis aliciae      | خورشیدپرتو پشت‌ارغوانی | پرو                   |
|       | Aglaeactis castelnaudii | خورشیدپرتو سینه‌سفید   | پرو                   |
|       | Aglaeactis pamela       | خورشیدپرتو کلاه‌سیاه   | بولیوی                |